# Воррен Тауншип (округ Бредфорд, Пенсільванія)
Воррен Тауншип (англ. Warren Township) — селище (англ. township) в США, в окрузі Бредфорд штату Пенсільванія. Населення — 1018 осіб (2020).

## Демографія
Згідно з переписом 2010 року, у селищі мешкало 959 осіб у 374 домогосподарствах у складі 267 родин. Було 597 помешкань
Расовий склад населення:
| - 98,3 % — білих - 0,2 % — чорних або афроамериканців - 0,2 % — азіатів |

До двох чи більше рас належало 0,9 %. Частка іспаномовних становила 1,4 % від усіх жителів.
За віковим діапазоном населення розподілялося таким чином: 24,1 % — особи молодші 18 років, 58,0 % — особи у віці 18—64 років, 17,9 % — особи у віці 65 років та старші. Медіана віку мешканця становила 44,7 року. На 100 осіб жіночої статі у селищі припадало 108,5 чоловіків;  на 100 жінок у віці від 18 років та старших — 105,6 чоловіків також старших 18 років.
Середній дохід на одне домашнє господарство  становив 59 467 доларів США (медіана — 49 904), а середній дохід на одну сім'ю — 62 570 доларів (медіана — 51 667). Медіана доходів становила 46 042 долари для чоловіків та 33 125 доларів для жінок. За межею бідності перебувало 11,3 % осіб, у тому числі 18,1 % дітей у віці до 18 років та 12,9 % осіб у віці 65 років та старших.
Цивільне працевлаштоване населення становило 459 осіб. Основні галузі зайнятості: освіта, охорона здоров'я та соціальна допомога — 24,2 %, виробництво — 13,5 %, мистецтво, розваги та відпочинок — 11,8 %.